# Slivnitsa
Slivnitsa (Bulgaars: Сливница) is een stad en gemeente in het westen van Bulgarije in de  oblast Sofia. De stad Slivnitsa ligt in de buurt van de steden Breznik, Kostinbrod, Dragoman en Godetsj.

## Geografie
De gemeente Slivnitsa is gelegen in het westelijke deel van de oblast Sofia. Met een oppervlakte van 187,433 vierkante kilometer is het de 14e van de 22 gemeenten van de oblast (2,65% van het grondgebied). De grenzen zijn als volgt:
- in het noorden - gemeente Dragoman;
- in het oosten - gemeente Kostinbrod;
- in het zuidoosten - gemeente Bozjoerisjte;
- in het zuidwesten - gemeente Breznik, oblast Pernik.

## Bevolking
Op 31 december 2020 telde de stad Slivnitsa 7.030 inwoners, terwijl de gelijknamige gemeente, inclusief 12 nabijgelegen dorpen, 9.131 inwoners had. Het grootste dorp is Aldomirovtsi (c. 1.400 inwoners). De overige 11 dorpen tellen minder dan 200 inwoners.

### Religie
Een overgrote meerderheid van de bevolking is christelijk. De Bulgaars-Orthodoxe Kerk heeft de grootste aanhang (bijna 92% van de ondervraagden in 2011). Verder leven er kleine aantallen protestanten en katholieken. De rest van de bevolking heeft geen religieuze overtuiging (gespecificeerd) of heeft een andere religie.
| Religieuze samenstelling in februari 2011 | Religieuze samenstelling in februari 2011 | Religieuze samenstelling in februari 2011 | Religieuze samenstelling in februari 2011 | Religieuze samenstelling in februari 2011 |
| ----------------------------------------- | ----------------------------------------- | ----------------------------------------- | ----------------------------------------- | ----------------------------------------- |
|                                           |                                           |                                           |                                           |                                           |
| Bulgaars-Orthodoxe Kerk                   | Bulgaars-Orthodoxe Kerk                   |                                           | 91,55%                                    | 91,55%                                    |
| Katholieke Kerk                           | Katholieke Kerk                           |                                           | 0,26%                                     | 0,26%                                     |
| Protestantisme                            | Protestantisme                            |                                           | 0,52%                                     | 0,52%                                     |
| Islam                                     | Islam                                     |                                           | 0,06%                                     | 0,06%                                     |
| Geen                                      | Geen                                      |                                           | 3,15%                                     | 3,15%                                     |
| Anders/ Onbekend                          | Anders/ Onbekend                          |                                           | 4,46%                                     | 4,46%                                     |

## Gemeentelijke kernen
De stad Slivnitsa is de hoofdplaats van de gemeente Slivnitsa (inclusief de onderstaande 12 dorpen):
| - Aldomirovtsi - Bachalin - Bratoesjkovo - Barlozjnitsa - Goergoeljat - Dragotintsi | - Galabovtsi - Izvor - Pisjtane - Povalirazj - Radoelovtsi - Rakita |

Anton ·
Bozjoerisjte ·
Botevgrad ·
Dolna Banja ·
Dragoman ·
Elin Pelin ·
Etropole ·
Godetsj ·
Gorna Malina ·
Ichtiman ·
Koprivsjtitsa ·
Kostenets ·
Kostinbrod ·
Mirkovo ·
Pirdop ·
Pravets ·
Samokov ·
Slivnitsa ·
Svoge ·
Tsjavdar ·
Tsjelopetsj ·
Zlatitsa